# Хачатрян, Самсон Саркисович
Самсон Саркисович Хачатрян (арм. Սամսոն Սարգսի Խաչատրյան; род. 2 февраля 1960, Кировакан, Армянская ССР) — советский боксёр, пятикратный чемпион СССР (1979—1983), чемпион Европы (1985), серебряный призёр Игр доброй воли 1986 года. Мастер спорта СССР международного класса (1979). За спортивную карьеру на различных уровнях провёл 202 боя, в 186 из них добивался победы.

## Биография
Самсон Хачатрян родился 2 февраля 1960 года в Кировакане (ныне Ванадзор). Начал заниматься боксом в возрасте 14 лет под руководством Сурена Мирзояна. В 1978 году становился чемпионом СССР и чемпионом Европы среди молодёжи. В 1979–1983 годах побеждал на чемпионатах СССР среди взрослых в легчайшем (1979, 1980, 1982) и полулёгком (1981, 1983) весе. С 1979 года входил в состав национальной сборной СССР. В 1980 году был участником Олимпийских игр в Москве, в 1981 году становился финалистом Кубка мира. В дальнейшем в течение нескольких лет, несмотря на высокие результаты в чемпионатах СССР, не включался тренерским штабом сборной СССР в состав команды на основных международных соревнованиях. Лишь в 1985 году ему была дана возможность выступить на чемпионате Европы в Будапеште, и он добился наивысшего успеха в своей спортивной карьере, завоевав звание чемпиона Европы. В 1986 году участвовал в Играх Доброй воли и дошёл в этих соревнованиях до финала.
В 1988 году после начала Карабахского конфликта завершил спортивную карьеру и создал добровольческий отряд, принимавший участие в защите северного участка армяно-азербайджанской границы. В конце 1990-х и начале 2000-х годов работал в управлении по борьбе с контрабандой Лорийской области Армении.
С 2007 года занимается политической деятельностью. Вступив в ряды Армянского национального конгресса (АНК), активно участвовал в протестных акциях этого оппозиционного объединения в связи с чем подвергся преследованиям. В марте 2011 года был арестован по обвинению в применении силы в отношении представителя власти во время стычек демонстрантов с полицией, произошедших во время одного из митингов АНК. Сам Хачатрян отказывался признать себя виновным и утверждал, что лишь пытался защитить находившихся рядом женщин от людей в штатском. Тем не менее суд признал его виновным и приговорил к одному году лишения свободы условно. С 2011 года входит в политический совет партии «Поворот».

## Семья
- Артур Хачатрян (р. 1983) — племянник, армянский боксёр, двукратный чемпион Армении (2010, 2012), призёр чемпионата Европы (2010) в полутяжёлом весе.